# Sericoides lucida
Sericoides lucida är en skalbaggsart som beskrevs av Curtis 1845. Sericoides lucida ingår i släktet Sericoides och familjen Melolonthidae. Inga underarter finns listade i Catalogue of Life.